# Nicolás García Hemme
Nicolás García Hemme (Las Palmas de Gran Canària, Espanya 1988) és un taekwondista espanyol, guanyador d'una medalla olímpica.

## Biografia
Va néixer el 20 de juny de 1988 a la ciutat de Las Palmas de Gran Canària, població situada a l'Illa de Gran Canària (Illes Canàries).

## Carrera esportiva
Va participar, als 24 anys, als Jocs Olímpics d'Estiu de 2012 celebrats a Londres (Regne Unit), on va aconseguir guanyar la medalla de plata en la final olímpica de pes mitjà, en ser derrotat per l'argentí Sebastián Crismanich.
Al llarg de la seva carrera ha guanyat una medalla de plata en el Campionat del Món de taekwondo i dues medalles en el Campionat d'Europa de la mateixa disciplina.